# Ida Pettersson
Ida Augusta Pettersson, född den 16 april 1868 i Uppsala, död den 24 mars 1945 i Missionsgården, Lidingö, var en svensk missionär  i Kina för Svenska Missionsförbundet. 
Ida Pettersson var utbildad till folkskollärare i Stockholm och hade studerat språk i England 1925. Hon avskildes till missionär för Svenska Missionsförbundet 1907 och verkade som missionär i Kina 1907–1937. Hon arbetade företrädesvis som lärare för barn vid Svenska skolan i Kina, dels perioden 1907–1914 i Yichang, dels under 1930-talet. Hon var även lärare vid Praktiska skolan i Huangzhou.
Hennes brev publicerades i tidningen Missionsförbundet 1908, 1909, 1911 och 1912. Ida Petterssons arkiv inklusive dagböcker och fotoalbum finns på Riksarkivet i Stockholm.
Hon var dotter till sejlaremästare Johan August Petterson, född i Njurunda socken, och Emma Kristina, född Lindblom, död 1874. 